# Фитина, Людмила Николаевна
Людмила Николаевна Фитина (30 марта 1970, Орша, Витебская область, Белорусская ССР, СССР) — мастер спорта СССР международного класса, начальник Управления по физической культуре и спорту Администрации города Екатеринбурга

## Биография
Родилась 30 марта 1970 года в городе Орша Витебской области.
В конце 1980-х годов переехала в Минск вместе с командой по гандболу. Вскоре переехала в г. Свердловск, где познакомилась с будущим мужем.
С 1987 по 1993 годы — игрок гандбольных клубов «Калининец» и «Кубань Краснодар», входила с состав молодежной и национальной сборных команд СССР и России. Чемпионка мира 1989 года среди молодёжных команд.
Окончила Свердловский государственный педагогический институт, специалист по физической культуре и спорту.
С 1997 по 2000 годы являлась очным аспирантом Уральского политехнического института. В 2000 году защитила кандидатскую диссертацию по теме «Кондиционная физическая подготовленность младших школьников».

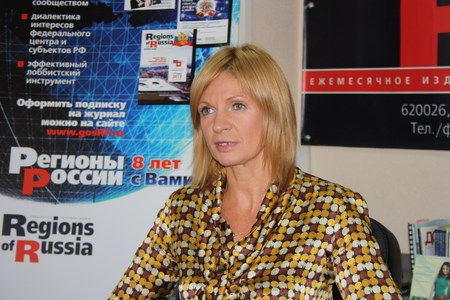
Людмила Фитина

С 2000 года — на кафедре «Управление в сфере физической культуры и спорта» УГТУ—УПИ в должности старшего преподавателя, далее доцента.
С 2001 по 2004 годы — председатель научно-методического объединения Института физической культуры, социального сервиса и туризма.

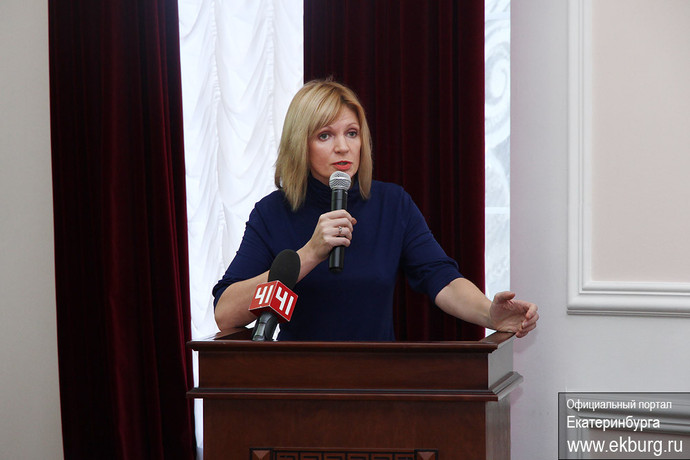
Людмила Фитина

С 2004 по 2006 годы — декан факультета Управления, сервиса и туризма Уральского государственного технического университета — УПИ.
С 2006 по 2007 год — заместитель директора Института физической культуры, социального сервиса и туризма Уральского государственного технического университета — УПИ.
С 2007 по настоящее время возглавляет Управление по физической культуре и спорту Администрации города Екатеринбурга . Также является профессором кафедры Управления в сфере физической культуры и спорта Уральского федерального университета имени первого Президента России Б. Н. Ельцина.
Награждена знаком «Отличник физической культуры и спорта» и почетным знаком «За заслуги в развитии физической культуры и спорта».